# 大阪市立今里小学校
大阪市立今里小学校（おおさかしりついまざとしょうがっこう）は、大阪府大阪市東成区にある公立小学校。
1931年に大阪市神路尋常高等小学校（現在の大阪市立神路小学校）より分離開校した。

## 沿革
- 1931年6月22日 - 大阪市今里尋常小学校として開校。
- 1941年4月1日 - 国民学校令により、大阪市今里国民学校に改称。
- 1944年9月 - 奈良県磯城郡多武峰村（現在の桜井市）に集団疎開。
- 1947年4月1日 - 学制改革により、大阪市立今里小学校に改称。

## 通学区域
- 大阪市東成区 大今里3丁目の全域。
- 大阪市東成区 大今里1丁目の一部。
- 大阪市東成区 大今里西1丁目の一部。

卒業生は基本的に大阪市立本庄中学校に進学する。

## 出身者
- 森山公一（オセロケッツ）

## 交通
- 地下鉄千日前線・今里筋線 今里駅 北東へ約350m。